# Picot garser frontdaurat
El picot garser frontdaurat (Leiopicus auriceps) és una espècie d'ocell de la família dels pícids (Picidae) que habita boscos subtropicals i ciutats de les muntanyes, des de l'Afganistan, cap a l'est, a través del nord del Pakistan i nord-oest de l'Índia fins l'est del Nepal.